# Efraim Sneh
Efraim Sneh (em hebraico אפרים סנה, Tel Aviv, 19 de setembro de 1944) é um médico e político israelense. Ele tem sido um membro do Knesset pelo Partido Trabalhista e serviu brevemente no atual Governo como vice-ministro da Defesa. Ele atualmente lidera o partido de Israel Hazaka, que ele estabeleceu, em maio de 2008.

## Biografia
Nascido em Tel Aviv em 1944, Sneh é o filho de Moisés Sneh, que foi um dos chefes da Haganah. Seu pai foi eleito para o primeiro como um representante do Knesset, antes de revelar a Maki, o Partido Comunista israelita.
Sneh serviu no Nahal (batalhão de infantaria de Israel 1962-1964). Estudou medicina na Universidade Tel Aviv e se especializou em medicina interna. Quando ele terminou seus estudos, voltou ao serviço militar como um médico de batalhão  e, em seguida, como uma brigada médica para os pára-quedistas da Brigada. Na Guerra do Yom Kipur ele comandou uma unidade médica da brigada na batalha do oeste do canal de Suez. Sneh também comandou a unidade médica em Operação Entebbe, serviu como comandante da Unidade 669 elite e, como comandante da zona de segurança no sul do Líbano. Seu último papel na FIL foi como chefe da administração civil da Cisjordânia.
Em Dezembro de 1987, com a sua liberação do exército que ele aderiu ao Partido Trabalhista. De 1988 a 1994 atuou em várias delegações, especificamente relacionadas com a liderança palestiniana. Sneh Em 1992 foi eleito para o Knesset, atuando como ministro da Saúde de 1994 a 1996. Em 1999 ele foi nomeado vice-ministro da Defesa, e em 2001 ele foi nomeado ministro dos Transportes.
Sneh se destacou na sua oposição à retirada do sul do Líbano, apesar de ele finalmente aceitar a decisão do Primeiro-Ministro Ehud Barak. Geralmente, Sneh é considerado um "falcão" do Partido Trabalhista. Ele tem reiteradamente manifestado a sua preocupação sobre o Programa Nuclear do Irã, em 2006, o Irã apresentou uma queixa ao Conselho de Segurança da ONU durante a sua intervenção que Israel devem estar prontos para impedir o programa nuclear do Irã do "a todo o custo."
Nas negociações que levaram à formação do Governo. Do Primeiro-Ministro Ehud Olmert, houve ampla especulação Sneh que seria nomeado Vice-Ministro da Defesa. Embora não tenha sido inicialmente nomeado para um cargo no governo, Sneh foi nomeado Vice-Ministro da Defesa em 30 de Outubro de 2006.  A substituição de Peretz Barak por tanto como líder partidário e ministro da Defesa, no Verão de 2007 também levou a uma mudança na posição adjunto; Sneh, em 18 de Junho de 2007 e foi substituído por Matan Vilnai.
Em 25 de Maio de 2008 Sneh anunciou que iria abandonar o Partido Trabalhista e criar um novo partido, Israel Hazaka. Ele deixou o Knesset, em 28 de maio e foi substituído por Shakhiv Shana'an.
Ele vive em Herzliya, e é casado e tem dois filhos.